# Johan Christian Moberg

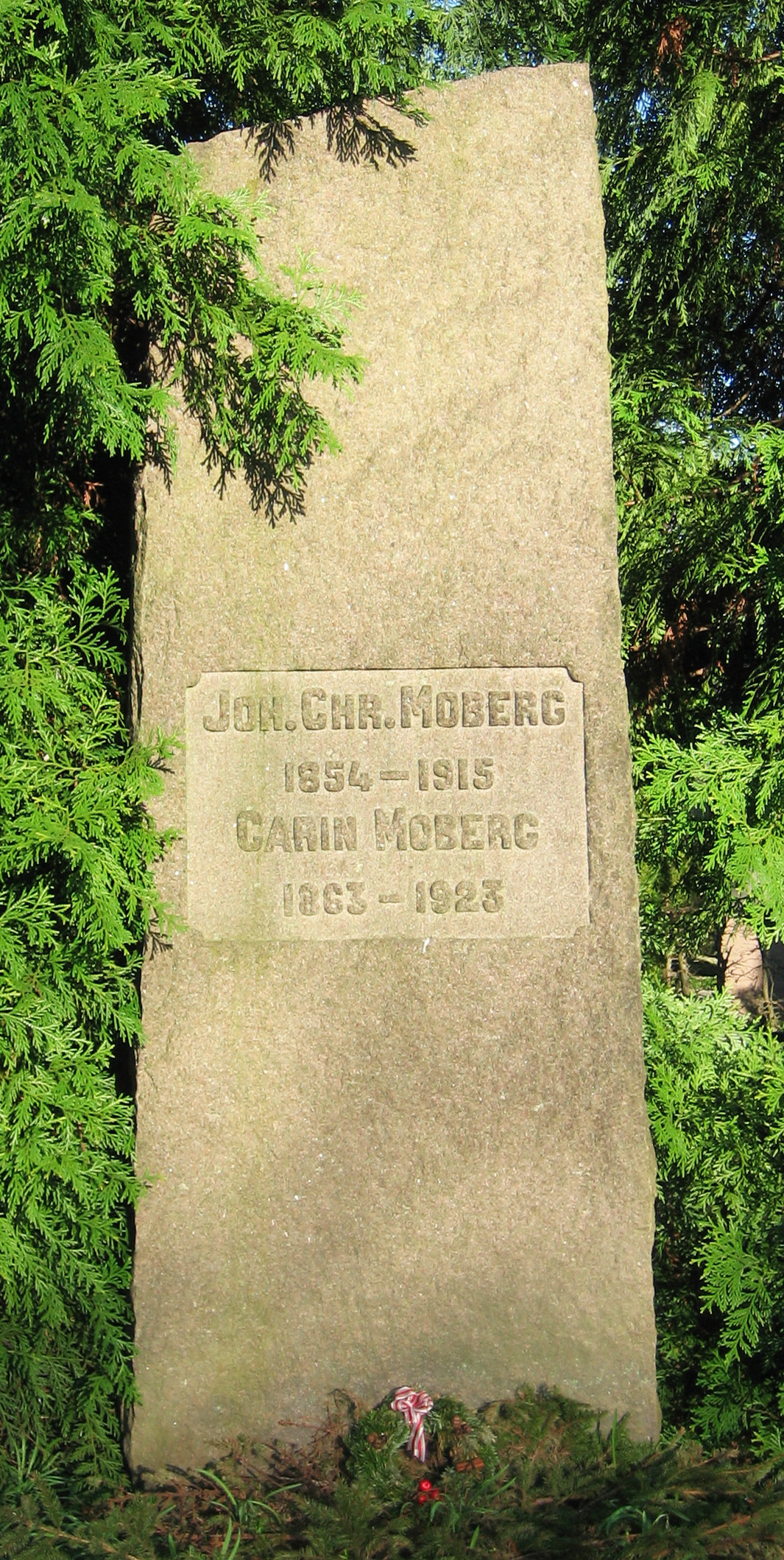
Johan Christian Mobergs Grabstein auf dem Norra kyrkogården in Lund

Johan Christian Moberg (* 11. Februar 1854 in der Församling Solberga, Gemeinde Skurup, Malmöhus län; † 30. Dezember 1915 in Lund) war ein schwedischer Paläontologe und Geologe.

## Leben
Moberg war der Sohn des Gärtnermeisters Johan Henrik Moberg und seiner Frau Johanna (geborene Christiansdtr). Er beendete die Schulzeit in Malmö am 9. Oktober 1873 und schrieb sich am 2. November 1874 an der Universität Lund ein und machte dort am 14. September 1878 seinen Doktor der Philosophie. Auf anraten von Sven Anders Bernhard Lundgren (1843–1879), studierte er im Anschluss vom 6. Oktober 1780 bis zur Promotion im Juni 1884 Geologie. In seiner Habilitationsschrift Sveriges kritsystem systematiskt framstäldt behandelte er die fossile Gruppe der zigarrenförmigen Belemniten, die aus den Überresten ausgestorbener Kopffüßer bestehen und zur Altersbestimmung der Kreidesedimentgesteine in Nordeuropa beitrugen. 1885 wurde Moberg zum Dozenten und 1900 zum Professor der Geologie und Mineralogie ernannt.
Während der Winter zwischen 1884 und 1887 hatte Moberg die Dienststelle für Paläontologie an der Schwedischen Geologie-Behörde (SGU) inne. Dort nahm er zwischen 1882 und 1896 auch an Feldarbeiten teil. Moberg unternahm mehrere Studienreisen im In- und Ausland und gab eine Reihe von Abhandlungen und Aufsätze über paläontologisch-stratigraphische Themen heraus, darunter Arbeiten über die chronostratigraphischen Systeme Kambrium, Ordovizium, Silur, Unterjura und Kreide.
Moberg untersuchte mehrfach die Fauna und Zoneneinteilung des kambrisch-silurischen Systems und veröffentlichte die Ergebnisse in wissenschaftlichen Fachzeitschriften.
1897 wurde er Mitglied der Königlich Physiographischen Gesellschaft in Lund, 1911 der Königlich Schwedischen Akademie der Wissenschaften und Ehrenmitglied der Dänischen Geologischen Vereinigung. Darüber hinaus war Moberg Ehrenvorsitzender in dem von ihm im Jahre 1892 gestifteten Geologischen Feldclub Lund (Lunds geologiska fältklubb). 1912 wurde er Mitglied der Paläontologischen Gesellschaft.
Moberg war seit dem 28. November 1884 mit Karna [Carin] (geborene Andersdtr, 14. September 1863 – 3. Januar 1923) verheiratet. Sie war die Tochter des Brennereibesitzer Anders Andersson und seiner Frau Maria (geborene Nilsdtr). Er starb 1915 in Lund und liegt auf dem Norra kyrkogården begraben.

## Veröffentlichungen (Auswahl)
- Sveriges kritsystem systematiskt framstäldt. In: Ser. C – Sveriges Geologiska Undersökning. Nr. 63 (Paläozoologie), Stockholm 1884 OCLC 247196548 (Dissertation an der Universität Uppsala).
- Geologisk vägvisare inom Fågelsångstrakten. 1896.
- Om lias i sydöstra Skåne. In: Vetenskapsakademiens handlingar. Neue Ausgabe, Band 22, Nr. 6.
- Cephalopoderna i Sveriges kritsystem. In: Sveriges Geologiska Undersökning. Årsbok. Nr. 73, Stockholm 1885 (2. Abschrift der Dissertetion).
- Beskrifning till kartbladet Sandhammaren. In: Sveriges Geologiska Undersökning. Årsbok. Nr. 110.

Auf mineralogischem und petrographischem Gebiet:
- Bidrag till kännedomen om Steenstrupin.
- Untersuchungen über die Grunsteine des westlichen Blekinge und der angrenzenden Theile Schonens.